# Grito da Terra Brasil

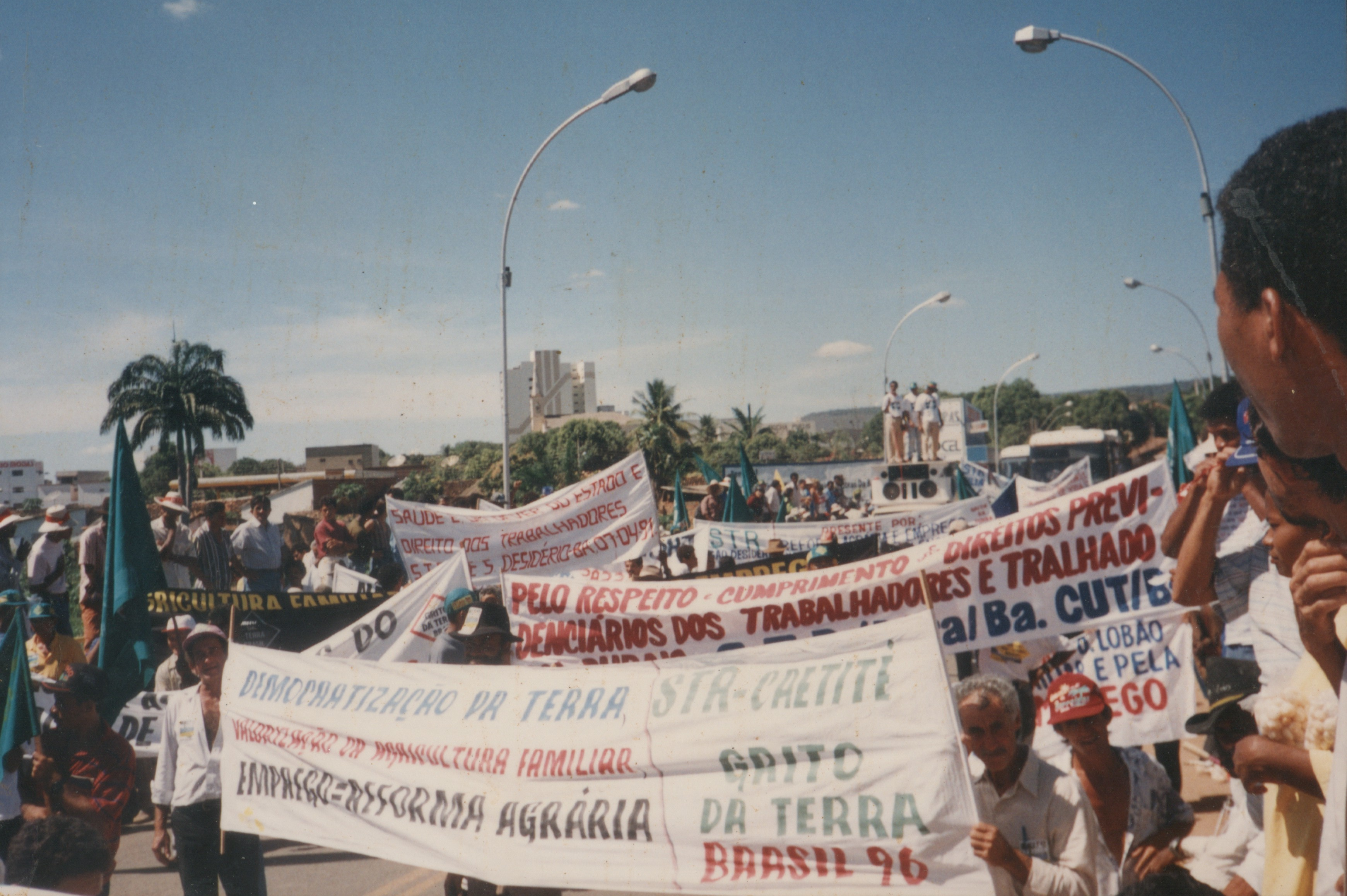
Edição de 1996, representantes de Caetité em Brasília

O Grito da Terra Brasil é um movimento social de entidades representativas da agricultura familiar brasileira, realizado pela Confederação Nacional dos Trabalhadores na Agricultura e participação de outras entidades.
Segundo L. S. Medeiros, trata-se de um "ciclo  de mobilizações anuais com manifestação pública em diversos estados, culminando com um grande ato em Brasília" e que tem por principal finalidade despertar a atenção da opinião pública e do poder público para as reivindicações dos camponeses, e tiveram início no Pará e que, mobilizando trabalhadores rurais de todo o país, apresentam demandas oriundas das edições estaduais. Ainda segundo ele se atribui ao movimento a conquista de medidas como o Pronaf, aumento de recursos destinados a programas da categoria e agilização das aposentadorias.  Na definição do dirigente sindical Sérgio Miranda em 2014, "O Grito da Terra Brasil é uma das grandes mobilizações do Movimento Sindical dos Trabalhadores e das Trabalhadoras Rurais (MSTTR) ou quem sabe a maior, a qual está completando 20 anos de realização pela Confederação Nacional dos Trabalhadores e Trabalhadoras na Agricultura (Contag)."
Teve sua primeira edição no ano de 1994 onde o cartaz de divulgação pregava como pauta os seguintes temas: "Grito da Terra Brasil: contra a fome e a miséria, pelo emprego – A partir de 9 de maio de 1994 – Reforma Agrária – Crédito Agrícola p/ os pequenos produtores – Direitos Trabalhistas – Previdência Social e Saúde – Preservação Ambiental – Política Energética".
Com etapas estaduais, a ação conta com a participação de autoridades e lideranças, como a etapa de Santa Catarina que, em 2015, teve a participação do governador do estado, Raimundo Colombo, fazendo-se presente no ato da Federação dos Trabalhadores Rurais da Agricultura Familiar de Santa Catarina (Fetaesc), na etapa catarinense do Grito da Terra Brasil, que ocorreu em Florianópolis.
Na edição de 2001 eram esperadas seis mil pessoas na capital do país, e estava programada para ser realizada na rodoviária da cidade a eleição do "maior corrupto do Brasil", segundo a Folha de S.Paulo. Em artigo publicado no mesmo jornal, em 1996, Francisco Urbano Araújo Filho afirmou que "Os trabalhadores rurais conseguiram, com base nos dados oficiais, até então desconhecidos por alguns setores do governo, sensibilizar e obter compromissos de instâncias importantes do poder público no que se refere à definição de uma política agrícola adequada à agricultura familiar, à implantação da reforma agrária, ao combate ao trabalho escravo e infanto-juvenil, além de avançar no cumprimento dos direitos previdenciários" e que "os trabalhadores rurais não gritam por privilégios. Gritam pela vida, por justiça e democracia social e econômica".